# AlUla Tour
L'AlUla Tour, anciennement Tour d'Arabie saoudite puis Saudi Tour entre 2020 et 2023, est une course cycliste à étapes, organisée en Arabie saoudite. Elle se déroule de 1999 à 2002 avant de disparaître. Elle renaît en 2013 en course locale mais les éditions suivantes n'ont pas lieu. Depuis 2020, l'épreuve est de nouveau organisée, sous l'égide d'Amaury Sport Organisation (ASO), et fait partie de l'UCI Asia Tour en catégorie 2.1. La course se déroule en cinq étapes.

## Historique
L'édition 2021, initialement prévue du 2 au 6 février, est annulée le 18 janvier, en raison de la pandémie de Covid-19.

## Palmarès
| Année                  | Vainqueur                                            | Deuxième                                             | Troisième                                            |
| Tour d'Arabie saoudite | Tour d'Arabie saoudite                               | Tour d'Arabie saoudite                               | Tour d'Arabie saoudite                               |
| ---------------------- | ---------------------------------------------------- | ---------------------------------------------------- | ---------------------------------------------------- |
| 1999                   | Amr Elnady                                           | Yuriy Plyukhin                                       | Ondrej Slobodník                                     |
| 2000                   | Pas de course                                        | Pas de course                                        | Pas de course                                        |
| 2001                   | Ghader Mizbani                                       | Mohamed Abdel Fattah                                 | Hossein Askari                                       |
| 2002                   | Ghader Mizbani                                       | Sergey Lavrenenko                                    | Sergey Tretyakov                                     |
| 2003-2012              | Pas de course                                        | Pas de course                                        | Pas de course                                        |
| Course locale          |                                                      |                                                      |                                                      |
| 2013                   | Murad Tarik Obaid                                    | Ali Abadi                                            | Ayman Al Habtra                                      |
| 2014-2019              | Pas de course                                        | Pas de course                                        | Pas de course                                        |
| Saudi Tour             |                                                      |                                                      |                                                      |
| 2020                   | Phil Bauhaus                                         | Nacer Bouhanni                                       | Rui Costa                                            |
| 2021                   | Édition annulée en raison de la pandémie de Covid-19 | Édition annulée en raison de la pandémie de Covid-19 | Édition annulée en raison de la pandémie de Covid-19 |
| 2022                   | Maxim Van Gils                                       | Santiago Buitrago                                    | Rui Costa                                            |
| 2023                   | Ruben Guerreiro                                      | Davide Formolo                                       | Santiago Buitrago                                    |
| AlUla Tour             |                                                      |                                                      |                                                      |
| 2024                   | Simon Yates                                          | William Junior Lecerf                                | Finn Fisher-Black                                    |
| 2025                   | Tom Pidcock                                          | Fredrik Dversnes                                     | Johannes Kulset                                      |